# Brouwerij De Smedt

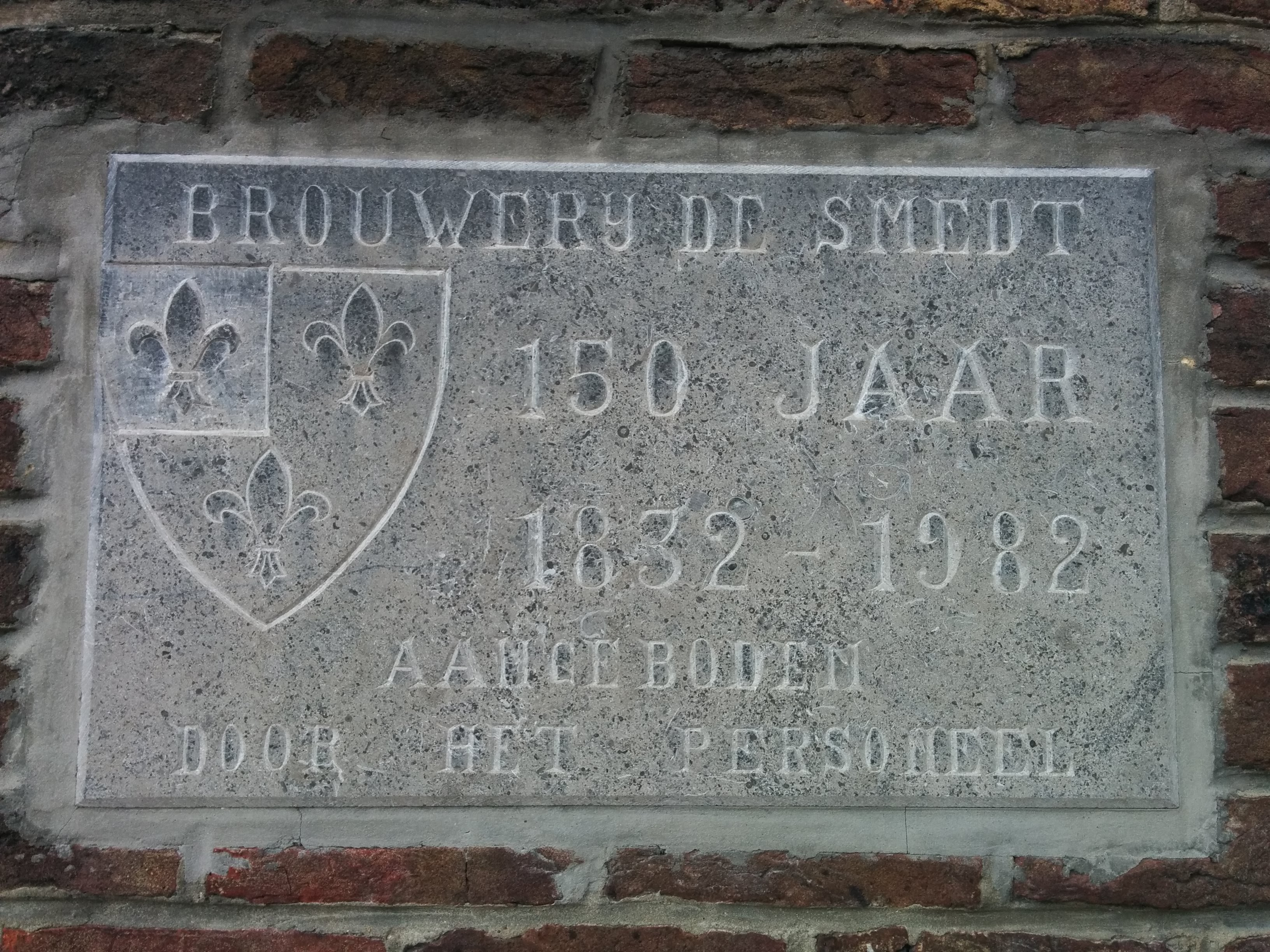
Brouwerij De Smedt - 150 jaar. Dit plaket hangt op de buitengevel van het brouwgebouw.

Brouwerij De Smedt was een middelgrote Belgische brouwerij gelegen in de Vlaams-Brabantse gemeente Opwijk waar uitsluitend bieren van hoge gisting werden gebrouwen. Ze werd opgericht omstreeks 1790 en had een capaciteit van circa 120.000 hl.
De brouwerij kende haar eerste grote expansie nadat haar Op-Ale op de wereldtentoonstelling van 1935 te Brussel  viermaal met goud werd bekroond
Tussen 2000 en 2003 werd ze stapsgewijs door Heineken overgenomen, wat resulteerde in een naamsverandering in Affligem Brouwerij. Op 1 mei 2010 werd het vennootschap "Affligem Brouwerij BDS" opgeheven en werd het een onderdeel van Alken-Maes. In 2012 werd de bottelarij gesloten: sindsdien worden de bieren afgevuld in Alken. In augustus 2022 wordt de productie volledig overgeheveld naar Alken en sluit de brouwerij definitief de deuren.

## Bieren
Onderstaande bieren werden gebrouwen in deze brouwerij :
- Affligem Blond - 6,8%
- Affligem Dubbel - 6,8%
- Affligem Tripel - 9,5%
- Affligem Patersvat - 7%
- Affligem Christmas - 9%
- Napoleon - 7,5%
- Op-Ale - 5%
- Postel Blond - 7%
- Postel Dubbel - 7%
- Postel Tripel - 8,5%